# 姜味草属
姜味草属（学名：Micromeria）是唇形科下的一个属，为草本或亚灌木植物。该属共有约130种，主要分布于地中海沿岸。。根据分子系统学证据, 姜味草属的旧世界种类已并入风轮菜属。